# 布里茲維爾 (密歇根州)
布里茲維爾（英語：Breedsville）是位於美國密歇根州范布倫縣哥倫比亞鎮區的一個村。

## 人口
根據2020年美國人口普查的數據，布里茲維爾的面積為1.72平方千米，當中陸地面積為1.69平方千米，而水域面積為0.03平方千米。當地共有人口202人，而人口密度為每平方千米117人。